# فليكس فان جروينيجين
فليكس فان جروينيجين (بالفرنسية: Felix Van Groeningen) (و. 1977  م) هو مخرج أفلام، وكاتب سيناريو، ومؤدي، وسينوغراف، ومخرج مسرحي، ومبدع، ومصور فيديو ‏ بلجيكي، ولد في غنت.

## التعليم
تعلم في Royal Academy of Fine Arts (KASK) ‏.

## وصلات خارجية
- فليكس فان جروينيجين على موقع IMDb (الإنجليزية)
- فليكس فان جروينيجين على موقع مونزينجر (الألمانية)
- فليكس فان جروينيجين على موقع قاعدة بيانات الأفلام العربية
- فليكس فان جروينيجين على موقع ألو سيني (الفرنسية)
- فليكس فان جروينيجين على موقع أول موفي (الإنجليزية)
- فليكس فان جروينيجين على موقع قاعدة بيانات الأفلام السويدية (السويدية)
- فليكس فان جروينيجين على موقع ديسكوغز (الإنجليزية)
- فليكس فان جروينيجين على موقع قاعدة بيانات الفيلم (الإنجليزية)
- فليكس فان جروينيجين على موقع كينوبويسك (الروسية)